# Byron (Maine)
Byron – miasto w Stanach Zjednoczonych, w stanie Maine, w hrabstwie Oxford.